# Selma Irmak
Selma Irmak (ur. 8 marca 1971 w Kızıltepe) – kurdyjska polityczka i działaczka społeczna, deputowana do Wielkiego Zgromadzenia Narodowego Turcji (2014-2018), więźniarka polityczna.

## Życiorys
Studiowała na wydziale pedagogicznym uniwersytetu Selçuk w Konya.

## Kariera polityczna
Po raz pierwszy trafiła do więzienia w 1994. oskarżana o związki z Partią Pracujących Kurdystanu. W więzieniu przebywała ponad 10 lat. Po wyjściu na wolność działała w Partii Społeczeństwa Demokratycznego, która została w 2009 rozwiązana przez władze Turcji. Po raz drugi skazana w październiku 2008 pod zarzutem popierania działań przestępczych skierowanych przeciwko państwu tureckiemu. Wyrok ośmiu miesięcy więzienia został ostatecznie zamieniony na karę grzywny.
W wyborach lokalnych w marcu 2009 kandydowała bez powodzenia na urząd burmistrza miasta Derik. Zatrzymana przez policję w kwietniu 2009, pod zarzutem związków z organizacją terrorystyczną i osadzona w więzieniu w Diyarbakırze. Była jedną z grona 175 kurdyjskich działaczy, oskarżonych w masowym procesie, który rozpoczął się w październiku 2010. Mimo zwycięstwa w wyborach parlamentarnych w 2011 (reprezentowała prowincję Sırnak), nie została uwolniona z więzienia i nie mogła realizować mandatu deputowanej. W lutym 2012 rozpoczęła w więzieniu strajk głodowy i wydała oświadczenie popierające Abdullaha Öcalana.
3 stycznia 2014 Trybunał Konstytucyjny uznał, ze w sprawie aresztowania Selmy Irmak doszło do naruszenia prawa, nakazał przekazanie sprawy do ponownego rozpatrzenia i wypłatę odszkodowania w wysokości 5000 lirów z tytułu poniesionej szkody. Uwolniona 4 stycznia 2014 Selma Irmak złożyła przysięgę w parlamencie i objęła mandat deputowanej. W latach 2014–2016 pełniła funkcję wiceprzewodniczącej Kongresu Społeczeństwa Demokratycznego. W wyborach do parlamentu w listopadzie 2015 ponownie uzyskała mandat deputowanej z prowincji Hakkari.
Aresztowana 4 listopada 2016 pod zarzutem prowadzenia działalności terrorystycznej. W listopadzie 2017 została skazana na 10 lat więzienia. W marcu 2018 sąd II instancji w Gaziantepie podtrzymał wyrok, a miesiąc później Selma Irmak została pozbawiona mandatu deputowanej. W styczniu 2019 ponownie rozpoczęła strajk głodowy domagając się poprawy warunków odbywania kary dla członków Partii Pracujących Kurdystanu.